# Nieuwenhuis (Nederland)
Nieuwenhuis of Nijenhuis, vroeger ook wel Nienhuis, is een voormalig gehucht in de gemeente Eemsdelta in de Nederlandse provincie Groningen. Het lag ten zuiden van Oterdum en ten westen van Borgsweer aan oostzijde van de instroom van de Kloostermaar en de Oortjesmaar in de Oterdumermaar. Er lagen twee boerderijen en een paar huizen. Een van deze boerderijen was de Toxopéushoeve.
Bij de aanleg van het industriegebied bij Delfzijl werd Nieuwenhuis inclusief de straten eromheen van de kaart geveegd, zodat de locatie op de kaart (ten noorden van de Oosterhornhaven) slechts moeilijk terug te vinden is. Op de plek van het gehucht ligt nu een braakliggend terrein.
Groningen: Steden en dorpen      Nederland: Provincies · Gemeenten